# Ganj Dundawara
Ganj Dundawara – miasto w północnych Indiach w stanie Uttar Pradesh, na Nizinie Hindustańskiej.
Populacja miasta w 2001 roku wynosiła 41 245 mieszkańców.